# Антранілова кислота
2-амінобензойна кислота або антранілова кислота — ароматична органічна сполука, що містить карбоксильну групу й аміногрупу. Є ізомером 3-амінобензойної та 4-амінобензойної кислот.

## Фізичні властивості
За стандартних умов є безбарвною кристалічною речовиною. Може сублімуватися. Погано розчиняється у холодній воді, розчинна в гарячій воді та в етанолі. Не має запаху, але має солодкий смак. Має блакитну флюоресценцію.

## Хімічні властивості
Антранілова кислота є амфотерною сполукою, може реагувати з сильними кислотами й основами, утворюючи розчинні солі. З йонами деяких важких металів утворюються комплексні малорозчинні солі.
{\displaystyle {\ce {NH2C6H4COOH + NaOH -> NH2C6H4COO- Na+}}}
{\displaystyle {\ce {NH2C6H4COOH + HCl -> Cl- NH3+C6H4COOH}}}
Може вступати як у реакції амінів, такі як N-алкілювання, N-ацилювання та діазотування, так і в реакції карбонових кислот, наприклад, естерифікація. При нагріванні до 210°С декарбоксилюється, утворюючи анілін.

## Отримання
Антранілову кислоту отримують перегрупуванням Гофмана з фталамату натрію (натрієвої солі моноаміду фталевої кислоти) та гіпохлориту натрію за температури 60°С. При цьому утворюється антранілат натрію, тому далі додають кислоту.
{\displaystyle {\ce {NH2COC6H4COONa + NaOCl -> NH2C6H4COONa + CO2 + NaCl}}}
{\displaystyle {\ce {NH2C6H4COONa + HCl -> NH2C6H4COOH + NaCl}}}
Також, антранілову кислоту можна взаємодією фталаміду з гіпохлоритом або гіпобромітом натрію.